# Ксенија Римска
Преподобна Ксенија рођена је у Риму као јединица ћерка знаменитог сенатора. Привучена љубављу Христовом не хтеде ступати у брак, како жељаху родитељи њени, него, да би избегла то, одбегне из дома тајно са две робиње своје, и дође на острво Коа, у место Милас, где оснује девичку обитељ подвизавајући се ту до смрти. Иако беше слаба жена, ипак имађаше мушку издржљивост у посту, молитви и бдењу. Често по целу ноћ стајаше на молитви; беше одевена бедније од свих сестара, а на хлеб који јеђаше, често посипаше пепео из кадионице. У часу њене смрти (+ 450. године) појави се дивно знамење над девичким манастиром: венац од звезда са крстом у средини, сјајнијим од сунца. Од њених моштију многи болесници добише исцељење. Робиње њене следоваху у свему примеру своје игуманије, и када умреше, бише сахрањене, по својој жељи, код ногу блажене Ксеније. 
Српска православна црква слави је 24. јануара по црквеном, а 6. фебруара по грегоријанском календару.